# Водонапорная башня (Итерзен)
Водонапорная башня Итерзена (нем. Uetersener Wasserturm) — архитектурное сооружение в в стиле кирпичного экспрессионизма, построенное в 1925—1926 годах акционерным обществом «Диккерхофф и Видманн» в городе Итерзен. Находится на проспекте Биркеналлее. Имеет статусы инженерного памятника и памятника культуры согласно Пятой статье Закона об охране памятников в Шлезвиг-Гольштейне.

## Сооружение
Башня была построена между 1925 и 1926 годами гамбургским филиалом строительной компании «Диккерхофф и Видманн» и бременским заводом Франке. Проект сочетал в себе элементы традиционной и современной архитектуры. Высота водонапорной башни Итерзена составляет 39,65 метра; полезная высота при эксплуатации составляла 35 метров. Строительство здания усложняло то, что место, на котором она должна была быть построена, оказалось песчаником. Восемь опор железобетонной конструкции строителям пришлось поставить на большой фундамент. После того, как конструкция была установлена, был возведён резервуар для воды. Для защиты башни от скручивания и раскачивания во время шторма в железобетонную конструкцию были встроены дополнительные подкосы. В изначальном проекте пространство между бетонными опорами должно было быть закрыто стенами. Планировалась сплошная восьмиугольная конструкция с кирпичным фасадом. Однако из-за финансового кризиса город не смог оплатить работы, и конструкция сохранила открытый каркас.
Резервуар водонапорной башни объёмом в 20 кубических метров относился к типу «Цилиндрический». Уровень для резервуара облицован кирпичной кладкой с элементами экспрессионизма. Маленькое треугольное окно вставлено в каждую из восьми боковых стен, а наверху, прямо под крышей, у каждой стены имеется группа из трёх больших окон. Сверху здание венчает восьмиугольная мансардная крыша, покрытая листовой медью.

## История эксплуатации
Планы по проведению водопровода в Итерзене существовали ещё до Первой мировой войны. В 1925—1926 годах на окраине болота Зеестермюхер-Марш была построена водопроводная станция и проложены первые водопроводные трубы. Вода поступала сначала из трёх, затем из пяти фильтровальных колодцев. Пропускная способность насосов первоначально составляла 75 кубических метров, а после увеличилась до 180 кубических метров воды в час. По водопроводным трубам вода поступала в город на самую высокую точку, где была построена водонапорная башня. Однако этот участок находился всего в 10 метрах над уровнем моря. До Второй мировой войны водонапорная башня снабжала питьевой водой около 7500 жителей Итерзена. Во время войны нацисты планировали её снос, так как башню могли использовать в качестве ориентира самолеты противника. В послевоенный период и до своего закрытия в 1967 году, она снабжала водой до 15 000 жителей города.
После того, как башня была выведена из эксплуатации, снова возникли предложения о взрыве или сносе здания, но это оказалось невозможным из-за близости сооружения к жилой постройке. Позднее здание планировали перестроить под жильё или смотровую площадку, но из-за высокой стоимости работ эти планы также не были реализованы. В 1970 году здание было продано компании «Шлезваг». В октябре 1985 года водонапорная башня Итерзена была внесена в список памятников культуры. В 1986 году её приобрёл город Итерзен. Некоторое время она служила учебным объектом для местной организации технической помощи и пожарной команды и в качестве антенны для оператора мобильной связи. В 2016 году в башне разместилось архитектурное бюро, и в нижней части здания была возведена пристройка, в которой расположился офис.